# 地王国际商会中心
地王国际商会中心是一座54层、276米高的摩天大楼。位于中国广西南宁市金湖广场，于2006年竣工。楼顶为3A级景区“云顶观光”。